# أشلي غرايمز
أشلي غرايمز (بالإنجليزية: Ashley Grimes)‏ (2 أغسطس 1957 في جمهورية أيرلندا - ) هو لاعب كرة قدم أيرلندي في مركز الوسط. شارك مع منتخب جمهورية أيرلندا تحت 21 سنة لكرة القدم ومنتخب جمهورية أيرلندا لكرة القدم. أما مع النوادي، فقد لعب مع أوساسونا وستوك سيتي وكوفنتري سيتي ومانشستر يونايتد ونادي بوهيميان ونادي لوتون تاون.

## وصلات خارجية
- أشلي غرايمز على موقع الاتحاد الأوربي (الإنجليزية)
- أشلي غرايمز على موقع قاعدة بيانات كرة القدم.إي يو (الإنجليزية)
- أشلي غرايمز على موقع ناشيونال فوتبول تيمز (الإنجليزية)